# Castelnovo Bariano
Castelnovo Bariano (Castelnovo in veneto, Castelnôv in dialetto ferrarese) è un comune italiano di 2 570 abitanti della provincia di Rovigo in Veneto, situato a ovest del capoluogo.
Fa parte dei comuni compresi nella regione storica della Traspadana ferrarese.

## Monumenti e luoghi d'interesse
- Museo civico archeologico, nella frazione di San Pietro Polesine.

### Architetture religiose
Esisteva, nella zona golenale, un modesto centro abitato con annessa la chiesa di San Bartolomeo Apostolo di Bariano, chiaramente citata, quando la contessa Matilde di Canossa, nell'atto di cessione cedette il feudo di Bariano al vescovo di Ferrara.
Questa fu inghiottita e distrutta dalla acque del fiume Po nella grande alluvione del 1601.
- Chiesa di Sant'Antonio di Padova (XX secolo): in stile neogotico si trova nel centro della cittadina.
- Chiesa di San Pietro Apostolo (XVIII secolo): caratterizzata dai due campanili gemelli che delimitano la facciata, si trova nella frazione di San Pietro Polesine.

## Società

### Evoluzione demografica
Abitanti censiti

## Amministrazione
| Periodo | Periodo   | Primo cittadino    | Partito                        | Carica  | Note |
| ------- | --------- | ------------------ | ------------------------------ | ------- | ---- |
| 1995    | 1999      | Renato Biancardi   | Lista civica                   | Sindaco |      |
| 1999    | 2004      | Renato Biancardi   | Lista civica                   | Sindaco |      |
| 2004    | 2009      | Giorgio Meloncelli | Lista civica (centro-sinistra) | Sindaco |      |
| 2009    | 2014      | Massimo Biancardi  | Lista civica (centro-destra)   | Sindaco |      |
| 2014    | 2019      | Massimo Biancardi  | Lista civica (centro-destra)   | Sindaco |      |
| 2019    | 2024      | Massimo Biancardi  | Lista civica (centro-destra)   | Sindaco |      |
| 2024    | in carica | Monica Ferraccioli | Lista civica (centro-sinistra) | Sindaco |      |

## Sport
La massima espressione sportiva è stata rappresentata dall'Unione Sportiva Sampietrese, squadra di calcio della frazione di San Pietro in Polesine, fondata nel 1964, che tra il 1974 e il 1977 disputò tre campionati consecutivi di serie D. La retrocessione al termine della stagione 1976-77 segnò l'inizio del declino della formazione bianconera, che nel 2001 si è fusa con la squadra di Castelmassa, dando origine al S.C. Altopolesine. 
La squadra del paese attualmente è il Castelnovo Bariano Amatori, che gioca le partite al Campo Sportivo di Castelnovo Bariano. 
Nel paese ci sono anche diverse attività sportive che si possono praticare: alcune nella palestra della scuola media di Castelnovo, altre nella palestra di via delle Province